# 長野・愛知4連続強盗殺人事件
長野・愛知4連続強盗殺人事件（ながの・あいち よんれんぞく ごうとうさつじんじけん）は、2004年（平成16年）1月13日から同年9月7日にかけて、日本の愛知県春日井市と長野県飯伊地域で発生した連続殺人事件。犯人の男Nは2004年1月13日に春日井市でタクシー運転手の男性A（当時59歳）を殺害、同年4月26日に長野県飯田市で女性B（当時77歳）を、同年8月10日に長野県下伊那郡高森町で男性C（当時69歳）を、同年9月7日に同町で女性D（当時74歳）を相次いで殺害した。長野県で発生した3事件の被害者はいずれも独居老人だった。Nは強盗殺人などの罪に問われ、2007年（平成19年）に死刑判決が確定、2009年（平成21年）1月29日に東京拘置所で死刑を執行された（32歳没）。
飯伊地域はそれまで凶悪事件と縁遠かったため、一連の事件は地域住民を震撼させた。『中日新聞』では4つの事件を合わせて長野・愛知連続強盗殺人事件と呼称される。また地元紙の『信濃毎日新聞』『信州日報』では特に長野県内で発生した3事件を合わせて飯田・高森連続強盗殺人事件、飯田市・高森町の連続殺人事件と呼称された。

## 事件の経緯
一連の事件の犯人は男N・S（以下「N」、1976年〈昭和51年〉10月22日 - 2009年〈平成21年〉1月29日）である。Nは長野県飯田市出身で、本籍地は飯田市桜町。Nは小学6年生の時に飯田市内の小学校から市立浜井場小学校へ転校、飯田東中学校へ進学し、被害者の1人であるB宅付近を通学路としていた。Nは小学6年ごろから中学3年ごろまでの約4年間、飯田市内の新築の3階建ての家で暮らしていたが、この時期に両親が離婚し、父親の借金や家の売却などで家庭環境は崩壊、N自身も非行を繰り返していた。Nは公判で、中学2年まで両親や兄、妹と5人暮らしをしていたが、物心ついたことからしつけと称して父親から頻繁に殴られるなどの暴力を受け、父が働いていた食品会社の業務用冷蔵庫に入れられ、数時間正座をさせられたこともあったことや、両親の離婚後は母親が妹を連れて別居したため、父親のもとに残されたことで絶望し、小中学校時代に自殺を図ったことなどを証言している。また中学卒業後に仕事を始めた直後、誰が金を管理するかをめぐって父親に首を絞められ、「お金は重要」という意識が強まったとも述べている。
1992年（平成4年）、飯田東中を卒業したNは地元の土木関係会社などに勤めていたが、スポーツタイプの車を購入した18歳のころから無断欠勤が増え、入社6年目に退職した。その後は他の建設会社などを転々とするようになり、2000年（平成12年）11月ごろからは飯田市大門町のアパートで一人暮らしをしていたが、仕事で腰痛を起こしたことに加え、2002年（平成14年）8月に自損事故を起こした。この事故で首と腰を痛めたNは、腰椎椎間板ヘルニアと頸椎捻挫の診断を受け、同年11月ごろまで入院、退院後の同年暮れごろまでに約150万円の傷害保険金などを使い果たした。またこの事故以降は仕事ができず生活費に事欠くようになり、知人や元同僚宅への空き巣に入るようになった。また、実家や親類宅でも空き巣をしていた。Nは空き巣をするようになった理由について、自身は中卒で力仕事以外ではなかなか職が見つからず、腰痛のため力仕事もできなくなっていたためであると述べている。また「盗みのプロでないので、ある程度面識がある人の家が留守の時しか入らなかった」と述べた上で、後に空き巣に入れる場所がなくなったことから、生活費を得るために殺人以外の手段が思いつかなくなり、殺人に手を染めるようになったと述べている。
Nは2003年（平成15年）3月20日、3月分の家賃38000円を支払わないままアパートを出てレンタカーを4日間の契約で借りた。そして住み込みで働ける職を探すために愛知県に向かったが、4月下旬に入っても職は見つからず、約1か月で飯田に帰郷した。それ以降は返却期限を過ぎたレンタカーで車上生活を送り、同年5月には飯田市内の民家で空き巣を働いて100万円近くの現金を盗んだ。N本人は同年4月ごろ、もしくは5月ごろに睡眠薬で自殺を図ったが未遂に終わり、それ以降は「何かあれば死ねばいいんだ」と思って空き巣や強盗殺人を繰り返すようになったと述べている。実際にNは後述するA事件以前に、飯田市内やその周辺で空き巣などの犯罪を犯しており、逮捕までに10件前後の窃盗を繰り返していたと自供している。その後、Nは鹿児島県まで一人旅をした後、かつての同僚や親族の家などで空き巣を繰り返し、その金で中古車を購入した。また鹿児島への一人旅の帰りに釣具店でナイフを購入し、後の連続殺人で凶器として用いた。このフィッシングナイフについては、車上生活で金がなかったため、釣った魚を食べるための釣り道具の一つとして持ち歩いていたと述べている。一方でNが乗り逃げしたレンタカーは同年9月19日、松本市内のスーパーマーケット駐車場に放置されていたところを発見された。
同年9月23日22時ごろ、Nは半年前の3月まで住んでいた飯田市内のアパートの一室に侵入し、現金約1020万3500円と財布2個（約10万5000円相当）を盗む窃盗事件を起こした。この家を狙って空き巣をした理由については、それ以前に別の事件で検問を受けた際、自分の車が車検切れしていたことから犯人扱いされ、何の謝罪もなかったことなどから、次第に警察に対し憎しみを抱くようになり、警察への挑戦的な考えから警察の寮に隣接していた家を狙ったと述べている。Nはこの時に予想外の大金を手にしたことから働く意欲を失い、その金を外国製の高級腕時計や車の改造パーツなどの購入費用に充てたり、パチンコやバーなどで遊んだりするのに遣い、3か月後には遣い果たしたという。また、このころには飯田市内のスナックでホステスとして働いていた女性と知り合った。Nはこの女性に対し、愛知県で働く裕福な男を装っていた。

### A事件
Nは2004年1月初旬、交際していた女性と愛知県へ旅行に向かったが、女性は1人で飯田市内に戻り、それ以降Nは後述するA事件の現場付近にあるスーパー銭湯周辺の路上に軽乗用車を駐め、車内などで生活していた。これは9月に盗んだ金を遣い果たしたことから、新たな盗みをするために愛知県まで赴いたものであり、盗みで生活費や事故の遊興費、女性との交際費などを得ようとしていた。実際にNはこのころ、愛知県および岐阜県内で空き巣に入れそうな家を物色したが、犯行を実行できないうちに所持金を遣い果たし、飯田に戻るためのガソリン代にも事欠くようになっていた。
NはA事件当日の1月13日夕方、春日井市内で自転車を盗み、約1時間かけて名古屋駅周辺まで行き、ひったくりなどをしようとした。Nはこの時、ひったくりの際にバッグなどの紐を切断する目的でフィッシングナイフを持っていた。しかしパチンコ店でトイレを借りるため、約5分程度離れていた隙に乗ってきた自転車を盗まれ、それから約1時間近く名駅周辺を歩き回ってもひったくりなどをすることはできなかった。Nはこの時、都会ならばひったくりなどをしやすいと考えていたが、人通りが少なかったため実行できなかったと述べている。
Nは車を駐めていた春日井市へ戻る方法を考え、駐車場などで手ごろな車を盗もうとしたが失敗した。Nはタクシーに無賃乗車しようと思いついたが、当時は所持金がなく、タクシー運転手に捕まって警察に逮捕されればそれまでの余罪が発覚する可能性があると恐れたため、タクシーで入浴施設まで戻り、降車の際にフィッシングナイフで運転手の首を刺して殺害すれば、警察に逮捕されることなく売上金などを奪えるだろうと考えた。以上の経緯は判決で認定されたもので、N本人は捜査段階では窃盗目的で名古屋駅近くまで行ったものの、乗ってきた自転車を盗まれ、タクシーに乗って強盗をすることを思いついたと述べていたが、公判ではそれまで金を得るために空き巣をしていたのがうまくいかなくなったため、「人を殺せば確実で安全に金を手に入れられる」と考え、犯行の10日前から強盗殺人を計画していたと述べている。同日22時過ぎ、Nはタクシー運転手を殺害して現金を奪おうと考え、フィッシングナイフ（刃渡り13 cm）を持って名古屋市中村区名駅一丁目の路上で男性A（当時59歳）の運転するタクシーに乗車した。Aは個人タクシーの運転手で、普段は深夜から未明にかけて名駅・栄周辺や自宅に近い平針駅付近で客待ちをしており、事件現場の春日井市は営業エリア外だった。Nがこのタクシーに乗ったのは、偶然目の前で客を下車させるためにこのタクシーが停車したためだった。

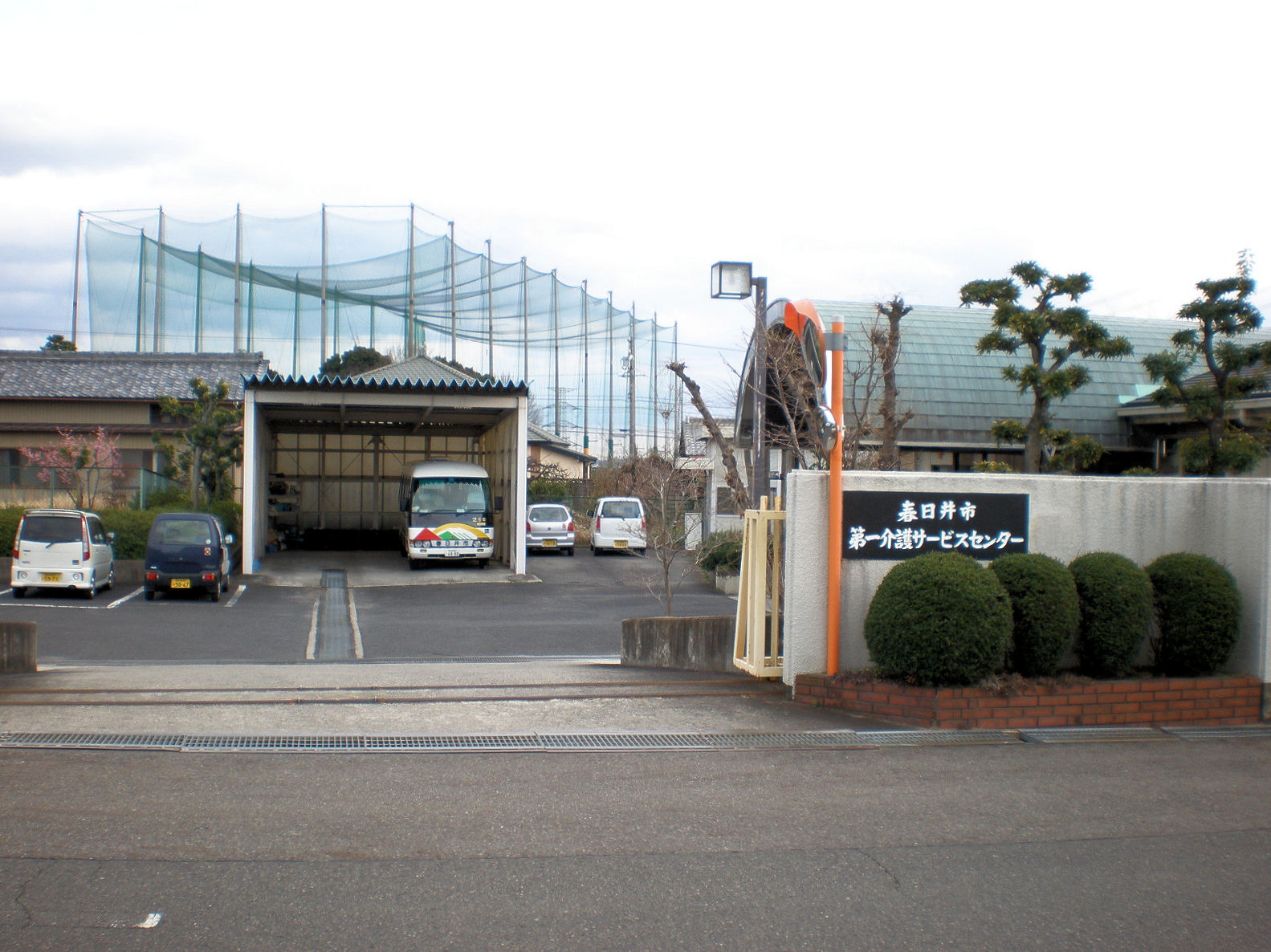
A事件の現場前にあった「春日井市第一介護サービスセンター」。

NはAに命じてタクシーを春日井市大泉寺町の路上まで運転させ、22時40分ごろにAの首をナイフで刺して殺害、売上金18000円と運賃4860円、タクシーのエンジンキー、灰皿などを奪った。現場は春日井市大泉寺町1054番地の1地先路上（おおよその座標）で、春日井商業高校（道路の西側に所在）と春日井市第一介護サービスセンター（おおよその座標）の間を走る片側1車線道路（道幅約5 m）の上だった。現場から東名高速道路の春日井インターチェンジ (IC) からは南東へ約800 m離れていた。発見当時、タクシーは道路左側の歩道に沿って北東向きに停まっていた。A事件について、Nは逮捕後は「突発的に人を殺す形になった」と計画性を否定した上で、この時に殺人を犯したことが後に計画的な強盗殺人を起こすきっかけになった旨を話していたが、公判では数日前からタクシーを狙った強盗殺人を計画していたという旨の供述に転じ、当初から運転手を殺し、免許証を奪って自宅を突き止めた上で空き巣に入り、金品を奪うことが目的だったと述べている。また個人タクシーを標的にした理由は、金を持っていると思ったためだと述べている。Aは首を刺されて「もうわかった。動かないから離してくれ」などと命乞いをしたが、Nはそれを意に介さず、ナイフで頸部を切り裂いた。しかし同事件以降、Aの最期の言葉が耳から離れず、後にC事件を起こすまでは凶器のナイフを車の奥にしまい込んでいた。
愛知県警察捜査一課と春日井警察署は強盗殺人事件として、春日井署に特別捜査本部を設置して捜査していた。

### B事件
NはA事件を起こした後、高森町の女性宅に身を寄せていたが、同年4月26日20時ごろ、飯田市大王路2丁目の民家で、独居していた高齢女性B（当時77歳）をあらかじめ用意していたロープで絞殺し、現金約15000円を奪った。このころまでに、Nは空き巣の標的をそれまでの元同僚や親類などではなく、「自分より弱いから」との理由から独居老人宅にするようになっていた。
Bは2003年5月、Nから「駐車場を借りたい」と車庫証明用の書類を書くよう頼まれていた。Bは自宅敷地内に貸駐車場を持っており、NはBから車庫を借りていることにしてもらっていたが、実際には駐車場を借りてはいなかった。またNは以前、B宅付近に住んでいたことからBが一人暮らしであると知っており、またBが20台近くを駐車できる駐車場を経営していたことから、月末になれば家にまとまった金があると考え、金品を奪う目的でB宅を訪れ、応対したBを絞め殺したと供述している。NはB事件について、以前空き巣事件の被疑者として飯田署から取り調べを受けたことを恨んでいたため、同署の近くで挑発的な行為をしたかったと述べている。また絞殺という殺害手段を選んだ理由については、捜査段階ではA事件で刺殺したAが死の間際に吐いた「俺の人生終わりか」という言葉が耳から離れなかったため、同じような言葉を聞かない殺害方法を選んだと述べている。また公判では、犯行の標的・手口とも「捕まりたくない」という気持ちから、それぞれA事件と異なるものにすることで、犯人像を分かりづらくしようと思った旨を供述し、また住宅内でロープを用いて絞殺という手口を選んだ理由については、身内による犯行と見せかけるためでもあったと述べている。しかしこの時には殺害に手間取ったため、後のC事件・D事件では再びナイフを凶器として利用した。N自身は公判で、B事件後もA事件について警察がまだ犯人像を特定できていないと思ったため、C・Dの両事件では再びナイフを凶器に用いたと述べている。またD事件でナイフを使った動機については、C事件と同一犯によるものであり、かつ通り魔的な犯行であると見せようと思ったためであるとも述べている。
現場は桜町駅（JR飯田線）付近の住宅街で、Bは約20年前に夫を亡くしてから1人で暮らしていたが、同じ敷地内の別棟に長女（当時51歳）一家と義弟一家が暮らしており、事件の数年前からは長女に夕食を運んでもらっていた。隣の家に住む長女が4月27日17時40分ごろに夕食を運んだ際、自宅の居間で鼻から血を流して死亡している母Bを発見した。発覚翌日の28日、長野県警察の捜査一課と所轄の飯田警察署、および同署の近隣署である中南信の各警察署は「飯田市大王路における老女殺人事件捜査本部」（捜査本部長は県警本部刑事部長の小口彰夫）を飯田署内に設置、約140人体制で捜査を開始したが、有力な手掛かりや市民からの情報提供はなく、捜査は難航していた。また部屋には荒らされた形跡はなく、複数の貴重品が確認されているとも報じられており、当初は金品目的の犯行の可能性は低いとみられていた。
一方でBは事件前にNが車庫証明用の書類を書いてもらうために訪れてきた際、Nの名前のメモを残しており、現場にそれが残っていた。事件後の5月20日、Nは飯田署から事件発生時の居場所について事情聴取され、またB宅から盗んだ貯金箱が入っていた車の中も調べられた。結果、Nには3時間にわたってアリバイがなかったことが判明していたが、車内には当時物が散乱しており、捜査員はその中から貯金箱を見つけられず、Nはそれ以上追及されることはなかった。また、この時には前年から乗り逃げしていたレンタカーの件でも事情聴取され、車が見つかった2003年9月19日までの延滞料金・修理費など計約120万円について、同年7月から2006年（平成18年）8月まで毎月3日に3万円ずつ分割返済することでレンタカー会社と示談したが、その際に会社側から「不払いの時は訴訟も辞さない」と伝えられていた。Nは事情聴取された翌21日、貯金箱を天竜川に捨てている。
同年7月の1回目の示談金支払期限日にもNからの入金はなく、この件でNは同月下旬、再び飯田署に呼び出され、署員から厳しい口調で責められていた。結局、この時は8月3日に2か月分を支払う約束をした。

#### 遺族への「犯人扱い」問題
飯田署は第一発見者であるBの長女に対し、6月10日から7月ごろまで週1回、朝9時から深夜まで事情聴取を行い、その際に捜査員が「自首しろ」「おまえが犯人だったらいい」などと繰り返し迫ったほか、6月ごろには長女をポリグラフにかけ、反応がなくても「無意識に殺したんじゃないか」などと迫っていた。またBの長女が犯行を否定しても「自首してくれたら刑を軽くしてやる」と迫ったり、彼女の娘を交番に呼び出し「お母さんに自首を勧めてほしい」と迫ったりもしたという。
Bの長女はNが逮捕された後の9月20日、県警から犯人扱いされたとして、捜査協力を求めるため自宅を訪れた署幹部に抗議、刑事課長はBの長女に対し「行き過ぎた捜査については、おわびしたい」と謝罪の言葉を述べた。一方で同署の副署長は『南信州新聞』の取材に対し「第一発見者や親族から繰り返し話を聞くのは当然のこと。犯人扱いするような言動はなかったと考えている」と述べていたが、Bの長女は同紙に対し、ストレスのために鬱病になったことを打ち明け「警察への恨みは忘れられない」と訴えていた。Bの長女は初公判が開かれた2005年4月時点でも『南信州新聞』の取材に対し「警察は今でも許せない」「Nは母の命を奪い、警察は私たちの生活を奪おうとした」と打ち明けている。
この問題を受けて松本サリン事件の被害者であり、県公安委員を務めていた河野義行が同年10月7日、私人としてBの長女宅を訪れて面談し、「市民にとって大きな負担となる捜査方法は改善すべき」として、公安委員会で警察側に陳謝の要望があったことを報告することを約束した上で、捜査指針（任意の事情聴取の時間にどれほどの制限を設けるべきかなど）の作成を提案する意向も示した。河野は翌8日に開かれた県公安委員会定例会で、任意の事情聴取時間の基準設定など4項目を要望した上で、県警から公式にBの長女へ謝罪するよう提言、これを受けて同月12日には飯田署長がBの長女を訪れて直接謝罪した。河野は2005年（平成17年）7月に任期満了で県公安委員を退任したが、2002年7月から3年間の任期で最も印象に残った仕事としてこの出来事を挙げ、自身の教訓を活かすためにあえて私人としてBの長女から話を聞いたと語っている。長野県警は本事件から10年前の1994年（平成6年）に発生した松本サリン事件で、被害者の1人かつ第一通報者である河野を犯人扱いしたことが問題視されており、その反省が生かされていなかったという批判の声が上がった。
また長野県議会議員の備前光正（日本共産党）もBの長女宅を訪問して聞き取りを行い、備前や同党の県議・石坂千穂が県警の姿勢を追及、捜査の改善を要求した。備前は一連の捜査方法を「重大な人権侵害にも相当する」と批判し、捜査にあたった署員の厳正な処分と今後の謝罪も含めた対応を求めた一方、県警本部長の岡弘文は備前の質問に対し、事情聴取のあり方について「家族が悲しみにくれているところに配慮や説明が足りなかった」と言及した。

### 高森町の2事件
しかし金の宛はなく、Nは空き巣で金を得るため、飯田市と隣接する下伊那郡高森町で同町有線放送が発行していた有線電話番号簿簿を用い、町内の独居老人を特定して電話帳でその住所を調べた上で、図書館の住宅地図と照合し、周囲に人気のない家を選定した。高森町では2004年当時、高森町有線放送農業協同組合が有線電話番号簿を発行し、有線放送の加入世帯や公共機関に約3050冊配布していたほか、未加入者にも1000円で販売していた。この番号簿は公的機関だけでなく、有線放送に加入している企業・家庭の電話番号、世帯主と同居家族の氏名、地区名などが書かれたもので、世帯主の名前しかなければその家庭は一人暮らし世帯であるとわかるようになっていた。なお高森町は年齢や住所までは書いておらず、独居老人の特定はできないはずだとしていたが、高森町は事件後に「不特定多数が閲覧できる場所には置いてほしくない」として、発行元である同町有線放送農協に対し、公園などの公衆電話ボックスから有線電話帳を回収することを要請し、また防犯灯の増設、夜間のパトロール、独居高齢者への電灯購入費用補助などを行った。農協側からは町の要請に対し「一般にも利用者がおり、回収するのはいかがなものか」と難色を示す意見も上がったが、最終的には要請に従い、同月中に公衆電話ボックス、高速バス停留所など屋外施設からは有線電話帳を撤去し、その代わりに役場やタクシー会社など利用頻度が高い番号のみを記した表を設置することとした。また同電話帳は3年おきに改訂されており、当時は2年後に改訂を控えていたが、家族構成を記載するかどうかは今後検討すると報じられていた。
同年8月6日、Nは標的とした高森町内の家に空き巣に入ったものの、そこでは金を得られず、約束期日を過ぎたため、レンタカー会社に対し翌週に示談金を支払う旨を約束した。この時空き巣に入った家は後述の被害者D宅であり、Nは留守だったD宅に1階縁側の東側ガラス戸を解錠して侵入し、引き出しを開けるなど室内を物色したが、金品は発見できなかった。そのため金目のものは本人が身に着けていると考え、殺害して奪うことを思いついたと供述している。一方で翌7日21時ごろには高森町内の別の住宅に侵入し、カラーテレビ1台ほか5点（約1万60円相当）を盗んだ。
そして同年8月10日には高森町出原で男性C（当時69歳）を、同年9月7日には同町吉田で女性D（当時74歳）をそれぞれフィッシングナイフで刺殺し、金品を奪うという事件を起こした。高森町で発生した殺人事件は、終戦直後の1946年（昭和21年）5月10日に同町の前身自治体である市田村で発覚した一家7人殺害事件（未解決）以来58年ぶりで、C事件が戦後2件目、D事件が3件目であった。またC事件は、同年の飯田署管内でB事件に次ぐ2件目の殺人事件だった。
地元住民によれば、同町の現場周辺は夜も鍵をかけないような地域で、地元紙の『信州日報』も飯伊地域は「都会の常識では考えられないほど平和な社会」であり、地域のほとんどが顔見知りであることから、畑仕事に出る際や就寝時にも玄関を施錠しないことが当たり前だったと述べている。そのような地域で例を見ないペースで発生した一連の事件は地元住民たちを疑心暗鬼に陥れ、事件後には住民たちは呼び鈴の音に敏感になり、また客が来てもなかなか玄関を開けなくなったという。また、難を恐れて町外に引っ越した独居老人もいた。町は全世帯に防犯チラシを配布した他、防災無線・広報車で警戒を呼びかけた。高森町周辺では玄関先に防犯灯を設置するなどの自衛策を取る家庭が増えたが、第一審判決が言い渡され2006年5月時点では事件前の平静を取り戻し、防犯意識が緩みつつあったという。

#### C事件
Nは同年8月10日19時30分ごろ、フィッシングナイフ（刃渡り約13 cm）を持った上で、高森町出原273番地1（座標）の民家を、金品を奪う目的で訪れた。この家は男性C（当時69歳）の家で、広域農道から約300 m下った場所にあった。また中央自動車道の松川インターチェンジ (IC) から南方約4 kmの果樹園が広がる田園地帯にあり、集落から約200 m離れていた。また現場はB事件の現場と同じく、木が生い茂る平屋建ての住宅だった。Cは事件の約10年前に息子を、7年前に妻をそれぞれ亡くしており、事件当時は一人暮らしだった。
NはA事件の際の経験から、首よりも心臓を狙って刺した方が相手を簡単に死に至らしめることができると考え、B事件の時には使わなかったナイフを再び犯行に用いた。Nは道を尋ねるふりをしてCを玄関先に呼び出すといきなりナイフでCの左胸を刺して殺害、Cの財布を奪った。起訴状では被害額は現金約27万円とされているが、N本人は公判で約53万円と述べている。判決では現金約26万円などと認定されている。その約2時間後、Nはレンタカー会社の飯田営業所に出向いて2か月分の返済金6万円を支払った。Cは日中は在宅していたため、NはC宅を当初、空き巣に入る候補としては考えていなかったという報道がある一方、Nは捜査段階ではCが日中も在宅していることは知っていたが、あえて人気の少ない夜を狙ったと供述し、公判ではCが不在の時を狙って空き巣目的で侵入しようと思ったが、Cが不在にならなかったため、殺してでも金を奪おうと考えていたと述べている。また直前に町内の民家に空き巣に入ったが、現金を盗めなかったことから焦りを感じており、家人を殺して直接現金を奪おうと考えていたとされる。C事件は8月11日に開かれた寺の集まりにCが参加しなかったことから、不審に思ったCの弟3人が兄であるC宅を訪れた際に発覚した。発見時は部屋の玄関や窓などはすべて施錠されていたが、Nは犯行後に勝手口から出て、室内にあった鍵で玄関を自ら施錠して逃走した後、鍵は愛知県内に捨てたと供述しており、事件の発覚を遅らせるためだった可能性があると見られている。
同事件発覚を受け、長野県警と飯田署は「高森町における男性殺人事件捜査本部」を設置して捜査していたが、同事件も情報提供が少なく、捜査は難航していた。しかし現場の玄関先にはわずか数 cmの靴跡が残っており、飯田署がこれを全国の足跡リストで照会した結果、過去に何度か空き巣被害に遭っていた飯田市内の男性（Nの元同僚）宅に残っていた足跡と一致した。NはC事件後、飯田市千栄の山林（飯田市と泰阜村の境付近）の沢に犯行で用いたカジュアルシューズを捨てており、自供通り靴が発見されている。
Cの弟の1人は『南信州新聞』の取材に対し、事件後にマスコミからの過熱取材（葬儀の際に写真を撮られる、経営している店に記者がやってきて「真実を聞かせてくれ」「警察に捕まったら真実が聞けなくなる」と詰め寄られるなど）があり、風評被害から店の売上が落ちたことを訴え、報道のあり方に疑問を呈していた。

#### D事件
一方でNはC事件後の8月下旬、同棲していた女性宅を追い出され、3度目の支払期限日となった9月3日には「仕事を辞めたので今月は払えない。来月払う」とレンタカー会社に伝えていた。
同年9月7日19時20分、Nは高森町吉田の民家の独居高齢女性D（当時74歳）宅に侵入し、C事件と同様の手口でDの左胸をフィッシングナイフで刺して殺害、現金6000円と郵便貯金総合通帳1通など27点（時価合計約9420円）を奪った。ただし公判では、捜査段階における供述（C事件と同様、道を尋ねるふりをしてD宅に侵入したとする供述）を否定し、用意していた名刺を用い、書かれている家を聞くふりをしてD宅を訪ね、Dが名刺を見ている隙に自宅に誰もいないことを確認した上で殺害におよんだと供述している。Nは当時、2日に1回しか食べられない状態で、犯行時の緊張も感じなくなっていたという。Dは天竜自動車学校にパート従業員として勤めていたが、事件の約20年前に夫を亡くし、娘2人も嫁いでいたため一人暮らしだった。この犯行の際、NはD宅から約600 m離れた空き地に車を駐め、現場まで徒歩で向かっていた。同事件は事件翌日の9月8日昼ごろ、Dの長女が母D宅を訪ねた際に発覚した。
同事件発生を受け、県警と飯田署は「高森町吉田における女性殺人事件捜査本部」（捜査本部長：小口）を設置して捜査した。現場はC事件の現場から約1.4 kmの距離に位置しており、また手口が共通していることから、飯田署の捜査本部は両事件について同一犯の可能性を視野に入れて捜査していた。またD事件でも玄関や勝手口、窓などはすべて施錠されていた。事件後にNはナイフを捨てており、その理由については捜査段階では「もう人を殺すのが嫌になったから」と供述していたが、公判では「証拠を隠滅する目的だった」と述べている。

### 逮捕
Nは同年9月13日17時20分ごろ、飯田市下久堅の民家で、窓ガラスを割り、民家のアルミサッシ窓を解錠して屋内に侵入した。しかし、ガラスを割って鍵を開けたところで警察に自動通報される防犯センサーが作動した。この家は「C事件」の節で前述したNの元同僚の家であり、捜査本部はこの家に再び空き巣が入ると予測したことから、この家に防犯センサーを設置し、周囲でも警戒を強めていた。Nは何も取らずに逃走したが、同日22時49分、通報を受けて駆けつけた飯田署員に職務質問され、住居侵入と窃盗未遂容疑で逮捕された。この事件について、N本人は同日が元同僚の給料日であることを把握しており、犯行中に家人が帰宅してきた場合、台所にあった包丁で殺害して金を奪おうと帰りを待ち受けていたが、センサーに気づいて逃走したと述べている。また「警報機がなかったら、殺していたと思う」「本来は元会社社長宅に入ろうとも計画していた」と述べ、さらに強盗殺人を繰り返すつもりだった旨を供述している。同日当時、C事件からは1か月、D事件からは1週間がそれぞれ経過しており、飯田署が150人態勢で捜査を継続していたが、凶器は発見されておらず、有力な情報提供もなかった。一方で同署はパトロールの範囲を広げ、高森・松川・豊丘・喬木の4町村を中心に警戒を強めていたところだった。
県警は当時、D事件について「窃盗犯が居直った可能性が認められた」として、連続殺人事件と市内で発生していた窃盗事件との関連も睨んで捜査しており、その後の取り調べでNはDらの殺害を自供し、飯田市内の山林で凶器のナイフとDのセカンドバッグが発見されたことから、飯田署の捜査本部は同月17日、D事件の強盗殺人容疑でNを再逮捕した。自供は緊急逮捕から3日後のことで、Nは逮捕直後は飯田署の刑事課係長の取り調べに対し、あまり話そうとはしなかったが、係長から「お前のやったことは全部わかっている。正直になれ」と繰り返し説得され、3日目の午後からの聴取では「どうしても聞いてもらいたいこと」があるので係長と2人だけで話をさせてほしいと申し出た上で、4人を殺害して金を奪ったことを供述したという。また公判では自供した理由について、警察官が暖かく接したことから心を許すようになったためだと述べている。県警は同日、B・C・Dの3事件でそれぞれ設置されていた捜査本部を統合、「飯田市及び高森町における連続強盗殺人事件特別捜査本部」（本部長：小口）を設置した。この逮捕を受け、高森町長の古川貢は「町内で起きた連続事件は、住民がごく普通に平和な生活を送るためには、やはり日常生活における地域のまとまりや、コミュニティーがいかに大切かを示した」と話した。Nは同月19日、特捜本部によって長野地方検察庁飯田支部へ送検された。
またNはB・Cの両事件や、愛知県で発生したA事件についてもそれぞれ自供し、B事件以外の3件は同一のナイフを凶器として用いたと自供した。同年10月8日、NはC事件の強盗殺人容疑で特捜本部に再逮捕され、同日には長野地検からD事件の強盗殺人罪および、8月6日にC宅に侵入した住居侵入・窃盗未遂、9月13日に飯田市で民家に侵入した住居侵入の罪で長野地方裁判所へ起訴された。同月30日にはB事件の強盗殺人容疑で再逮捕され、C事件の強盗殺人罪で起訴された。同年11月21日、NはB事件の強盗殺人罪と、2003年9月に起こした余罪の窃盗事件で長野地裁へ起訴された。同月24日、NはA事件の強盗殺人・銃刀法違反容疑で愛知県警察に再逮捕され、身柄を拘置先の飯田署から春日井署へ移送された。同年12月15日、Nは名古屋地方検察庁により強盗殺人罪で起訴された。
Nは連続殺人の動機について「金を取るには、殺した方が確実だった」と供述し、後の公判でも「人を殺すのは窓を割るのと同じ」と述べていたが、後者の発言については後に反省の念を述べている。起訴後、長野地裁はNの国選弁護人3人を選任した。

## 刑事裁判
Nは被害者4人への強盗殺人など、9つの罪に問われた。

### 第一審
長野県の3事件（B事件・C事件・D事件）は長野地方裁判所へ、A事件は名古屋地方裁判所へそれぞれ起訴されていたが、A事件も長野地裁へ併合され、第一審の審理はすべて長野地裁で一括審理されることとなった。Nの弁護人は鈴木英二と金子肇が担当した。
第一審の初公判は長野地裁（土屋靖之裁判長）で2005年（平成17年）4月21日に開かれ、罪状認否でNはC事件の被害金額は起訴状より多いと主張した点以外、起訴内容を認めた。このため裁判は事実関係ではなく、自首の成立の可否やNの生い立ちなど、情状面が争点となった。それ以来、公判は2006年（平成18年）3月まで9回にわたって開かれた。
第2回公判（同年5月25日）では検察側証人として被害者遺族3人（Bの長女、Aの妹、Dの遺族）が出廷、Nへの極刑を求めた。第3回公判（7月28日）では被告人質問などが行われ、Nは犯行時は空き巣も強盗殺人も盗みの際に窓ガラスを割って侵入することと同じと考えており、抵抗感はなかったと供述した。また自身の捜査段階における供述の一部について「捕まった時、正直にすべて話すことに恐怖感があった。経緯について、仕方なく犯行に及んだように話すことで同情を得たかった」「（当時は）経緯については有利に話そうと思い、脚色した」と述べた上で、犯行に計画性があったことなどより悪質性を強調するような主張を展開した一方、被害者遺族への謝罪の念も述べた。Nは8月下旬から第4回公判（10月19日）までの間、弁護人の接見を4回にわたって拒否し、検察官・弁護人双方からの被告人質問が行われた同公判でも「話したくない」と繰り返し、大半の質問で証言を拒否した。第5回公判（11月16日）ではNを最初に逮捕した際の取調官である飯田署の刑事課係長が検察官の申請した証人として出廷し、Nが緊急逮捕される以前から署内では、県内で発生していた一部の強盗殺人や窃盗についてNに嫌疑が向けられていたことや、緊急逮捕から3日後にNが「すべてわかっている」などの追及に対し「4人を殺した」と涙ながらに自供したことなどを証言、Nの自供は自首には当たらないという見解を示した。その後、第6回公判（12月15日）ではNの生い立ちに関する被告人質問が行われ、Nは事件前の生い立ちや犯行前の事情などを証言した上で、「自分がやったことや生きていることで、多くの人に迷惑を掛けたと思っている」と述べた。
2006年1月11日の第7回公判でも引き続き被告人質問が行われ、Nは住居侵入などで逮捕された際に「これで悪いことをしないで済むと思った」と述べた一方、このころまでに犯行を重ねることに自分でも歯止めが利かなくなっており、また効率よく金を得ようとの考えから、盗みも殺人も「金を得られれば同じ」と考えていた旨を述べた。また「捜査段階の供述は大半が偽りだった」と述べた一方、「多くの人が悲しんだことがわかったので、自分のやったことは間違いだった」という反省の言葉も述べた。弁護人は同公判の前日（1月10日）付で、Nが幼い時から自殺を考えるなど、人命を軽視するような考えを抱いていたことが犯行に影響しているとして、Nの生育環境などが犯行に与えた影響などを分析する情状鑑定を申請したが、検察官はNが家族と暮らしており、また衣食住にも不自由していなかったことや、同様に暴力を振るわれながら生育した兄や妹が犯罪を犯していないことから、特異な家庭環境にあったとは言えないなどと主張、申請に同意しなかった。長野地裁は同月23日までに、「家庭環境が本件犯行とまったく関係がないとは言えない」としながらも、Nの生育歴は「特異なもの」とは言えず、過度に重視すべきではないとして申請を却下し、弁護人も地裁の判断に法律違反が見出せないとして異議申し立てを断念した。

#### 死刑求刑
同年2月8日の論告求刑公判で、検察官は被告人Nに死刑を求刑した。検察官は論告で、犯行は計画的かつ確定的な殺意を伴うものであり、被害者の命乞いにも耳を貸さないなど冷酷非情で執拗極まりなく、生命を奪うことへの躊躇・憐憫の情が全く窺えないことや、犯行に至る経緯・動機に身勝手で酌量の余地がないこと、被害者には何ら責められるべき落ち度がなく遺族の処罰感情も峻烈であること、事件の社会的影響、Nには犯罪性向が固定化しており矯正が期待できないことなどを挙げた上で、警察官の取り調べを契機に殺害事実を認めて自供したことから、起訴事実のいずれについても自首は成立しないと主張、罪刑の均衡・一般予防の見地から死刑をもって臨むほかないと結論付けた。長野地裁における死刑求刑は、1956年（昭和31年）に長野市で発生した一家4人殺害事件（1957年9月に求刑・第一審判決）以来49年ぶりであった。
同年3月22日の第9回公判で弁護人の最終弁論とNの最終意見陳述が行われ、第一審の公判は結審した。同日、弁護人の鈴木英二は、住居侵入事件で逮捕されたNが強盗殺人4件を自供したことは自首に当たると主張、さらに死刑制度は違憲であるとも主張していた。またNは暴力的な家庭環境の犠牲者であり、自身に不利な供述も積極的に行うなど反省の様子が窺えるとして、寛大な処遇を求めたが、N本人は「死をもって償いたい」と述べていた。またNは最終意見陳述で、被害者遺族に手紙を送る意向を述べていたが、死刑執行まで手紙は遺族には届いていなかった。

#### 死刑判決
長野地裁は同年5月17日、Nに死刑判決を言い渡した。同地裁は一連の犯行をいずれも計画的なものと認定した上で、住居侵入容疑などで長野県警に緊急逮捕された際の取り調べは余罪も念頭に行われていたが、A事件については取調官がNに対しまったく嫌疑を持っていなかったことなどから、自供は自発的なものであり、自首が成立すると認定した。しかしB・C・Dの3事件については余罪として追及されていた経緯などから、自発的に犯罪事実を申告したとは認められないとして、自首の成立を認めず、これらの事件の自供も犯行から8か月あまりが経過した後であることから、自首による量刑の軽減は相当ではないと判断した。また弁護人の主張していた死刑違憲論も退け、犯行の重大性・悪質性から、情状酌量の余地はないとした。長野地裁における死刑判決の宣告は、前述した長野市の一家4人殺害事件の第一審判決（1957年9月）以来49年ぶりである。
弁護人の鈴木は「世界中が死刑廃止に向かう中で、形式的で薄っぺらな内容」と判決を批判し、同日中に東京高裁へ控訴した。

### 控訴審
控訴審は東京高裁（原田國男裁判長）に係属した。同年10月11日に開かれた控訴審初公判で、Nは死刑という量刑には不服はないが、自分の口で述べたいことがあったから控訴したと述べ、その「言いたいこと」とはA事件の前に犯した別の殺人であると発言した。
同月25日の第2回公判で、Nは2003年（平成15年）4月か5月ごろ、福島県福島市付近で返済期限の過ぎていたレンタカーを脇見運転していたところ、見知らぬ女性をはねて「警察に連絡する」と言われたため、窃盗の余罪などが発覚することを恐れて女性をロープで絞殺し、殺害現場から多少離れた山中に遺体を遺棄したと供述した。遺体遺棄場所として自供した場所は福島市大笹生の山林で、同年5月上旬には大笹生の広域農道の脇道でNが職務質問を受けた記録があった。また、この最初の殺人をきっかけに殺人に対する抵抗が薄れていき、愛知県でA事件を起こしてもわからないと思い、連続殺人へと発展していったと述べていた。福島県警察によれば、Nの供述した時期には女性の家出捜索願が8件出されており、県警はこの供述を受けて同年11月9日にNの身柄を福島警察署へ移し、同月13日から20日まで1000人以上の捜査員を動員して大規模な捜査を展開した。しかしこの捜査によっても手掛かりは得られず、Nの身柄は当時収監されていた東京拘置所に戻された。Nはこの殺人の自供は嘘であると供述した上で、このような虚偽供述をした動機については「人を殺したといえば大騒ぎになり、世間や親族が相手にしなくなる。（親族などから）縁を絶たれることで、現実を受け入れて死にたい」「接見や手紙を通じて母親の愛情を感じ、それが負担になった。もう一件殺人を犯したといえば、自分のことを見捨ててくれるだろうと思った」と述べ、嘘であることを打ち明けた理由は寒い中で多数の捜査員が捜査に携わっていることを知り、申し訳なく思ったからであると述べた。また弁護人の松井克允はNのこの供述を受け、Nには反省の念が芽生えつつあるのだろうと述べた上で、幼年期にNが受けた虐待などを踏まえ、情状鑑定などの必要があると述べていたが、後にこの殺人の「自供」が虚偽であったと知り、「正直なところ『バカヤロー』と思った」と述べている。
同年11月29日に開かれた第3回公判で被告人質問が行われ、松井は情状鑑定を申請したが、裁判長は却下し、結審した。同日の公判では、原田が被告人質問でNに対し「自殺願望といい、人の命をなんとも思っていないように思える。法的な裁きを受け入れるのが、遺族に対する反省の気持ちだ」と諭す場面があった。

#### 死刑確定
2007年（平成19年）1月22日に控訴審判決公判が予定されていたが、N自身が同月11日付でNが自ら控訴を取り下げたため、死刑が確定した。Nは松井に事前の相談をしておらず、また取り下げ後の接見でもその理由を語ることはなかったが、松井はNの刑に服する意思を優先し、異議申し立てなどは行わなかった。

## 死刑執行
2009年（平成21年）1月29日、死刑確定者（死刑囚）となっていたNは東京拘置所で死刑を執行された（32歳没）。死刑執行を指揮した法務大臣は森英介で、死刑確定から執行までの期間は約2年だった。同日には名古屋拘置所でもドラム缶女性焼殺事件の犯人2人が、また福岡拘置所でも死刑確定者1人が刑を執行されており、Nを含めて4人の死刑が執行されたことになる。

## その他
事件を受けて高森町は防犯対策会議を開き、独居世代の見回り強化、住民への戸締まりの徹底などを呼びかけ、現場となった地区の住民たちも町へ防犯灯の増設を要望するなどしていた。Nの逮捕を受け、町長の古川は組合未加入者の加入促進、声掛け運動の徹底、安全パトロールの強化、防犯灯設置、生活安全条例の制定などといった再発防止に町ぐるみで取り組む意向を示した。またC事件があった出原地区、D事件があった吉田地区の区長もそれぞれ防犯対策に力を入れる意向を表明した。
本事件が発生した前後の2004年8月 - 9月にかけては、加古川7人殺害事件（8月2日発生）、津山小3女児殺害事件（9月3日）、豊明母子4人殺害事件（9月9日）、栃木兄弟誘拐殺人事件（9月12日）、金沢市夫婦強盗殺人事件（9月13日）、大牟田4人殺害事件（9月21日発覚）と、日本各地で被害者が大量に上ったり、幼い子供が犠牲になったりする凶悪な殺人事件が短期間に相次いで発生していた。警察庁は『平成16年の犯罪情勢』で、同年に発生した主な殺人事件の事例として、本事件と加古川7人殺害事件、豊明母子4人殺害事件、大牟田4人殺害事件を挙げている。
飯田市出身の小説家・梓林太郎は本事件の58年前に高森町（当時は市田村）で発生した一家7人殺害事件から着想を得て、推理小説『茶屋次郎シリーズ』の1作『天竜川殺人事件』を執筆し、2006年に発表した。同作中では劇中（時代設定は2006年）から60年前に発生した一家7人殺害事件と、2年前に発生したこの連続殺人事件について言及がなされている。